# Demografie Japans

Entwicklung der Geburten- und Sterberaten in Japan 1950 bis 2008. Der Einbruch der Geburtenrate 1966 wurde durch das Jahr des Feuer-Pferds erklärt.

Die Demografie Japans war von einem starken Bevölkerungswachstum im 19. und 20. Jahrhundert geprägt, was Japan zu einem der am dichtesten besiedelten Industriestaaten der Welt machte. Die aktuelle Situation ist durch eine hohe Lebenserwartung und eine niedrige Geburtenrate gekennzeichnet. Seit dem Jahr 2010 geht die Bevölkerungszahl zurück.

## Historischer Überblick
| Jahr | Einwohner (in 1000) | Altersgruppen (in %) | Altersgruppen (in %) | Altersgruppen (in %) | Änderung (in %) | Bevölkerungs- dichte (Ew./km²) |
| Jahr | Einwohner (in 1000) | 0–14 J.              | 15–64 J.             | >64 J.               | Änderung (in %) | Bevölkerungs- dichte (Ew./km²) |
| ---- | ------------------- | -------------------- | -------------------- | -------------------- | --------------- | ------------------------------ |
| 1872 | 034.806             | …                    | …                    | …                    | …               | 091                            |
| 1900 | 043.847             | 33,9                 | 60,7                 | 05,4                 | +0,83           | 115                            |
| 1910 | 049.184             | 36,0                 | 58,8                 | 05,2                 | +1,16           | 129                            |
| 1920 | 055.963             | 36,5                 | 58,3                 | 05,3                 | +1,30           | 147                            |
| 1930 | 064.450             | 36,6                 | 58,7                 | 04,8                 | +1,42           | 169                            |
| 1940 | 071.933             | 36,7                 | 58,5                 | 04,8                 | +1,10           | 188                            |
| 1950 | 084.115             | 35,4                 | 59,6                 | 04,9                 | +1,58           | 226                            |
| 1960 | 094.302             | 30,2                 | 64,1                 | 05,7                 | +0,92           | 254                            |
| 1970 | 104.665             | 24,0                 | 68,9                 | 07,1                 | +1,08           | 281                            |
| 1980 | 117.060             | 23,5                 | 67,4                 | 09,1                 | +0,90           | 314                            |
| 1990 | 123.611             | 18,2                 | 69,7                 | 12,1                 | +0,42           | 332                            |
| 2000 | 126.926             | 14,6                 | 68,1                 | 17,4                 | +0,21           | 340                            |
| 2010 | 128.057             | 13,2                 | 63,8                 | 23,0                 | +0,05           | 343                            |
| 2020 | 126.146             | 11,9                 | 59,5                 | 28,6                 | −0,15           | 338                            |
| 2022 | 124.947             | 11,6                 | 59,4                 | 29,0                 | −0,44           | 335                            |
| 2030 | 120.116             | 10,3                 | 58,9                 | 31,2                 | −0,49           | 322                            |
| 2040 | 112.837             | 10,1                 | 55,1                 | 34,8                 | −0,62           | 303                            |
| 2050 | 104.686             | 09,9                 | 52,9                 | 37,1                 | −0,75           | 281                            |
| 2060 | 096.148             | 09,3                 | 52,8                 | 37,9                 | −0,85           | 258                            |
| 2070 | 086.996             | 09,2                 | 52,1                 | 38,7                 | −1,00           | 233                            |

Genaue statistische Angaben zur Bevölkerungszahl Japans gibt es erst seit der Meiji-Zeit (1868–1912), als sich Japan in schnellem Tempo zu einer industriellen Gesellschaft nach westlichem Vorbild wandelte. Im Jahr 1874 betrug die Bevölkerungszahl knapp 34 Millionen. Damit war Japan schon damals ein vergleichsweise dicht besiedeltes Land mit hoher Bevölkerungszahl (zum Vergleich: Frankreich im Jahr 1872: 36,2 Millionen). In den folgenden Jahrzehnten wuchs die Bevölkerung durch die sich verbessernden sozioökonomischen Bedingungen, insbesondere die verbesserte medizinische Versorgung, kontinuierlich. Sie erreichte mit etwa 64 Millionen Einwohnern im Jahr 1930 etwa die damalige Bevölkerungszahl Deutschlands. Der Bevölkerungsanstieg wurde kaum durch den Zweiten Weltkrieg gebremst. Im Jahr 1950 hatte Japan mit etwa 84 Millionen Einwohnern eine deutlich größere Bevölkerung als jeder europäische Staat (außer Russland). Die 100-Millionen-Einwohnermarke wurde Ende der 1960er Jahre überschritten. Ab den 1940er Jahren setzte ein Rückgang der Geburtenrate von über 4,0 auf etwa 2,0 in den 1960er Jahren ein, wie er auch in anderen westlichen Industriegesellschaften früher oder später zu beobachten war. Die Schwelle von etwa 2,1 Geburten, die zur Aufrechterhaltung einer stabilen Bevölkerungszahl ohne Zuwanderung nötig ist, wurde unterschritten. Die Geburtenrate sank weiter kontinuierlich auf 1,26 im Jahr 2005. Anschließend stieg sie leicht an; aufgrund geburtenstarke Jahrgänge, die noch in das Reproduktionsalter kamen, nahm die Bevölkerung bis 2010 weiter zu und erreichte mit 128 Millionen ihr absolutes Maximum. Seither sinkt die Bevölkerungszahl. 2022 schrumpfte die Bevölkerung um mehr als 500.000 Menschen. Gegenüber einem „Rekordtief“  2024 von 720.000 Geburten (Geburtenrate 1,20) starben 900.000 Menschen mehr.
Derzeitige Prognosen sagen eine Bevölkerungsabnahme von mehr als 20 Millionen bis zur Jahrhundertmitte voraus, entsprechend mehr als 20 Prozent der Bevölkerung.
Japan ist heute eine urbane Gesellschaft, in der nur 5 % der Arbeitskräfte in der Landwirtschaft tätig sind. Viele Landwirte ergänzen ihr Einkommen mit Teilzeitjobs in nahegelegenen Städten. Etwa 80 Millionen Menschen leben dicht konzentriert an der Pazifikküste von Honshū und im Norden der Insel Kyūshū.
Die Einwohnerzahlen der größten Städte (12 Städte über 1 Mio. Einwohner) waren 2015:
- Tokio 9,273 Millionen
- Yokohama 3,725 Millionen
- Osaka 2,691 Millionen
- Nagoya 2,296 Millionen
- Sapporo 1,952 Millionen
- Fukuoka 1,539 Millionen
- Kōbe 1,537 Millionen
- Kawasaki 1,475 Millionen
- Kyōto 1,475 Millionen
- Saitama 1,264 Millionen
- Hiroshima 1,194 Millionen
- Sendai 1,082 Millionen

## Bevölkerungsdichte und -verteilung

Bevölkerungsdichte (Einwohner/km²) nach Präfekturen im Jahr 2015

Japans Bevölkerungsdichte lag im Jahr 2016 bei 340 Einwohnern/km². Die Bevölkerung innerhalb Japans ist extrem inhomogen verteilt und schwerpunktmäßig auf die Küstenstreifen und großen Ebenen der Pazifikküste Honshūs konzentriert. Während die Bevölkerungsdichte im überwiegend ländlichen Hokkaidō unter 70 Einw./km² liegt, übersteigt sie in den städtischen Präfekturen Tokio, Kanagawa und Osaka 3500 Einw./km². In den vom Ministerium für Land, Infrastruktur und Transport bestimmten „Gebieten mit extrem hoher Bevölkerungsdichte“, die rund 3,3 % der Landesfläche ausmachten, lebten 2005 84 Millionen Menschen, also fast zwei Drittel der Bevölkerung. Diese Zahl ist seit 1975 um über 20 Millionen gestiegen.
Diese Bevölkerungsverteilung ist die Ursache für die extrem hohen Bodenpreise. Zwischen 1955 und 1989 stiegen die Landpreise in den 6 größten Städten um durchschnittlich 15.000 %. Besonders während der Immobilienspekulationsblase (Bubble) Ende der 80er Jahre stiegen die Landpreise stark an. Die Bodenpreise insgesamt stiegen 1980 bis 1987 um 40 %, in den sechs Großstädten Tōkyō, Yokohama, Nagoya, Kyōto, Osaka und Kōbe verdoppelten sie sich. Seit 1991 sind die Preise während der Deflationskrise der 90er Jahre wieder deutlich gesunken, bleiben aber angesichts der hohen Dichte dieser Ballungsräume auf hohem Niveau. 2007 wurden erstmals wieder Preiszuwächse für alle drei Landnutzungskategorien (Wohnraum, Industrie, Dienstleistungen) in den sechs Großstädten registriert, 2008 erreichten die Wachstumsraten wieder Werte von über vier Prozent.
Viele Familien können sich daher keine Wohnung in den größeren Städten leisten. Deshalb müssen viele Japaner täglich weite Strecken pendeln. Im Tokioter Gebiet sind tägliche Fahrten von bis zu 2 Stunden in eine Richtung nicht ungewöhnlich.  In Japan sind Parks in den Städten kleiner und seltener als in großen westeuropäischen und nordamerikanischen Städten, die etwa zehnmal so viel Grünland pro Einwohner haben.
Die Regierung und die Lokalregierungen stellen Mittel bereit, um kleinere Städte und ländliche Gebiete attraktiver zu machen, indem Transportinfrastruktur, soziale Dienste, Industrie und Bildungseinrichtungen entwickelt werden. Ziel ist eine Dezentralisierung der Besiedlung und eine Verbesserung der Lebensqualität. Dennoch bleiben die wichtigsten Großstädte, besonders Tōkyō, für die junge Bevölkerung, die Ausbildung und Arbeitsplätze sucht, attraktiv.

## Altersstruktur
| Jahr                  | Säuglings- sterblichkeit pro 1000 Lebend- geburten | Ferti- litäts- rate | Lebenserwartung (Jahre) | Lebenserwartung (Jahre) |
| Jahr                  | Säuglings- sterblichkeit pro 1000 Lebend- geburten | Ferti- litäts- rate | Männer                  | Frauen                  |
| --------------------- | -------------------------------------------------- | ------------------- | ----------------------- | ----------------------- |
| 1950                  | 60,1                                               | 3,65                | 59,57a)                 | 62,97a)                 |
| 1955                  | 39,8                                               | 2,37                | 63,60                   | 67,75                   |
| 1960                  | 30,7                                               | 2,00                | 65,32                   | 70,19                   |
| 1965                  | 18,5                                               | 2,14                | 67,74                   | 72,92                   |
| 1970                  | 13,1                                               | 2,13                | 69,31                   | 74,66                   |
| 1975                  | 10,0                                               | 1,91                | 71,73                   | 76,89                   |
| 1980                  | 07,5                                               | 1,75                | 73,35                   | 78,76                   |
| 1985                  | 05,5                                               | 1,76                | 74,78                   | 80,48                   |
| 1990                  | 04,6                                               | 1,54                | 75,92                   | 81,90                   |
| 1995                  | 04,3                                               | 1,42                | 76,38                   | 82,85                   |
| 2000                  | 03,2                                               | 1,36                | 77,72                   | 84,60                   |
| 2005                  | 02,8                                               | 1,26                | 78,56                   | 85,52                   |
| 2010                  | 02,3                                               | 1,39                | 79,55                   | 86,30                   |
| 2015                  | 01,9                                               | 1,45                | 80,75                   | 86,99                   |
| 2020                  | 01,8                                               | 1,33                | 81,56                   | 87,71                   |
| 2021                  | 01,7                                               | 1,30                | 81,47                   | 87,57                   |
| a) Zeitraum 1950–1952 |                                                    |                     |                         |                         |

Entwicklung der Zahl der Geburten und der Geburtenrate

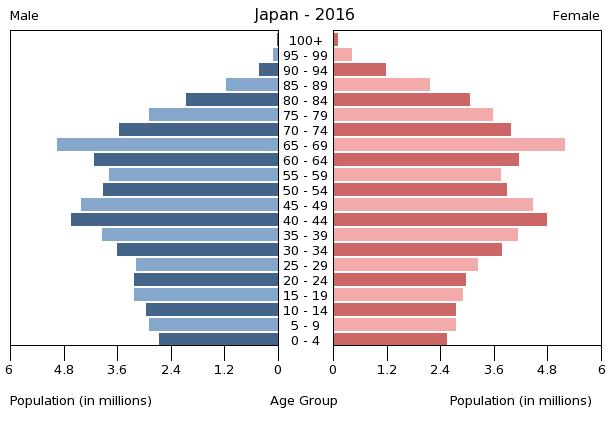
Alterspyramide 2016 in Millionen Einwohnern

Prognostizierte Alterspyramide für das Jahr 2050 in Millionen Einwohnern

Wie andere postindustrielle Staaten hat auch Japan eine alternde Bevölkerung. 1989 waren nur 11,6 % der Bevölkerung 65 Jahre oder älter. Prognosen sagen voraus, dass sich im Jahr 2030 25,6 % der Bevölkerung in dieser Altersgruppe befinden werden. Diese Verschiebung wird Japan zu einer der ältesten Gesellschaften der Welt machen und diese Veränderung wird schneller als in irgendeinem anderen Land vor sich gehen.
Dieses Altern der Bevölkerung wurde durch eine Kombination von niedriger Fertilitätsrate und hoher Lebenserwartung ausgelöst. Seit der ersten Hälfte der 1970er Jahre lag die Fertilitätsrate unter dem Wert von 2,0 und erreichte mit 1,26 ihren bisher niedrigsten Wert im Jahr 2005. Seitdem stieg sie wieder leicht an auf zuletzt 1,30 im Jahr 2021.
Eine Anzahl weiterer Faktoren trug zu dem Trend zu kleinen Familien bei:
- späte Heirat
- zunehmende Beteiligung der Frauen am Arbeitsleben (und dies zunehmend auch nach der Hochzeit)
- kleine Wohnungen
- hohe Kosten für die Ausbildung der Kinder.

Die Lebenserwartung von 76,4 Jahren für Männer und 82,2 Jahren für Frauen war im Jahre 1993 die höchste der Welt (zu Ende des Zweiten Weltkrieges hatte sie für beide Geschlechter noch 50 Jahre betragen). Die Sterberate wurde 2008 auf 9,26 pro 1000 Einwohner geschätzt. Die führenden Todesursachen sind Krebs, Herzerkrankungen und zerebrovaskulare Erkrankungen, ein in postindustriellen Gesellschaften typisches Muster.
Politik, Medien und Bevölkerung befassen sich mit den zu erwartenden Folgen einer Bevölkerung, bei der ein Viertel der Einwohner 65 oder älter ist. 2025 wird eine Abhängigkeitsrate (Verhältnis der unter 15- und über 65-Jährigen zu den 15- bis 64-Jährigen) von 0,66 erwartet, d. h. 2 Abhängige auf 3 Arbeitsfähige. Diese Definition der Abhängigkeit gibt die Verhältnisse jedoch eher zu günstig wieder, da heute kaum ein Japaner mit 16 berufstätig ist und viele auch nicht bis 65 arbeiten können.
Das Altern der Bevölkerung offenbarte sich bereits in der alternden Arbeiterschaft und dem Mangel an jungen Arbeitern in den späten 1980ern und hat Auswirkungen auf die Beschäftigungsverhältnisse, Löhne und Zusatzleistungen sowie die Rolle der Frau im Arbeitsleben. Der steigende Anteil älterer Menschen an der Bevölkerung hatte auch einen wichtigen Einfluss auf die Ausgaben der Regierung. Noch in den 1970er Jahren betrugen die Sozialausgaben nur etwa 6 % von Japans Nationaleinkommen. 1992 betrug der Anteil am BIP bereits 11,8 % (der Anteil am Haushalt bereits 18 %), 2003 sogar schon 19,1 %. Für 2025 wird erwartet, dass 27 % des Nationaleinkommens für Sozialausgaben ausgegeben werden.
Zusätzlich stieg das mittlere Alter der älteren Bevölkerung in den späten 1980er Jahren an. Für den Anteil der Bevölkerung zwischen 75 und 85 Jahren wird ein Anstieg von 6 % (1985) auf 15 % (2025) prognostiziert. Die Regierung begann in der Mitte der 1980er Jahre die relative Belastung der Regierung und des privaten Sektors in Bezug auf Gesundheitsfürsorge und Pensionen neu zu bewerten und stellte Regelungen auf, um den Staatsanteil an diesen Programmen zu steuern. In Anerkenntnis der sinkenden Wahrscheinlichkeit, dass eine ältere Person bei einem erwachsenen Kind leben wird, und der höheren Wahrscheinlichkeit, dass alle Töchter und Schwiegertöchter einer bezahlten Arbeit nachgehen (oder die traditionelle Verpflichtung, die alternden Eltern zu pflegen, schlichtweg ablehnen), ermutigte die Regierung den Bau von Pflegeheimen, Tagespflege-Einrichtungen für ältere Menschen und Hauspflegeprogrammen. Längere Lebensspannen ändern die Beziehungen zwischen den Eheleuten und über die Generationen hinweg, sie schaffen neue Aufgaben für den Staat und ändern nahezu jeden Aspekt des sozialen Lebens.

## Japanischer Ethnozentrismus
Japaner behaupten gegenüber Außenstehenden oft, dass ihr Volk ethnisch homogen sei. Neuere Untersuchungen des Erbguts haben jedoch eine große genetische Diversität ergeben. Es wurde eine Mischung aus Genen der Jōmon und von in der Yayoi-Zeit zugezogenen südchinesischen und koreanischen Einwanderern festgestellt, die auch die große Variabilität der Gesichtszüge erklärt.
Nach internationalen Maßstäben haben die Japaner einen hohen Lebensstandard und nahezu 90 % der Bevölkerung rechnen sich selbst dem Mittelstand zu. Die meisten Menschen drücken Zufriedenheit mit ihrem Leben aus, sind sehr stolz darauf, Japaner zu sein, und auf den Status Japans als eine der führenden Wirtschaftsmächte auf der Welt. In der Volkskunst, dem rechten Flügel der Politik und den Shinshukyo (Neuen Religionen) sowie im internationalen Management haben sich die Japaner ihrer Vergangenheit zugewandt, um die Gegenwart zu interpretieren. Dadurch kann es jedoch geschehen, dass man die Geschichte als eine Menge gemeinsamer Ansichten und Praktiken quasi neu konstruiert, wodurch das Land homogener aussieht, als es eigentlich ist.
In einer Gesellschaft, die äußerliche Konformität wertschätzt, scheinen sich die Individuen zurückzunehmen, um die Bedürfnisse der Gruppe zu erfüllen. Aber die Individuen erschaffen für sich selbst eine Vielzahl von Lebensstilen. Sie sind in ihrer Wahl durch Alter, Geschlecht, Lebenserfahrungen und andere Faktoren beschränkt, können jedoch aus einem reichen kulturellen Repertoire der Vergangenheit und Gegenwart schöpfen, durch die das weitere soziale Umfeld der Familien, Nachbarschaft und Institutionen ihrem Leben Bedeutung verleiht. Als Japan in den 1990ern zu einer Internationalisierung ansetzte, gewann die Identifizierung typisch japanischer Qualitäten eine neue Bedeutung. Die Ideologie der ethnischen Homogenität maskierte manchmal individuelle Entscheidungen und Lebensstile des postindustriellen Japan.

## Migration
Zwischen 6 und 7 Millionen Einwohner wechselten in den 1980er Jahren jährlich ihren Wohnort. Etwa 50 % der Umzüge fand in der gleichen Präfektur statt. Während Japans wirtschaftlicher Entwicklung im 20. Jahrhundert und besonders in den 1950er und 1960er Jahren war die Migration von der Urbanisierung bestimmt, als die Menschen von ländlichen Gebieten auf der Suche nach besserer Arbeit und Ausbildung in wachsender Zahl in die größeren Metropolen zogen. Der Wegzug aus den ländlichen Gebieten setzte sich dann abgeschwächt bis in die späten 1980er Jahre fort.
In den 1980er Jahren förderte die Regierungspolitik die Entwicklung neuer urbaner Strukturen abseits der großen Städte, besonders von Tōkyō, und unterstützte regionale Zentren darin, junge Leute anzuziehen, damit diese dort leben und arbeiten. Diese Städte boten den aus der Umgebung kommenden ein gewohntes Umfeld, geringere Lebenshaltungskosten, kürzere Arbeitswege und allgemein einen entspannteren Lebensstil als in den Großstädten. Die Jugend zog jedoch weiterhin in große Städte, um Universitäten zu besuchen und Arbeit zu finden, einige kehrten jedoch in Regionalzentren zurück oder zumindest in die Präfektur, aus der sie kamen.
Die Regierungsstatistik zeigt, dass in den späten 1980er Jahren eine signifikante Zahl von Einwohnern die zwei größten Städte Tokyo und Osaka verließ. 1988 verließ mehr als eine halbe Million Einwohner Tōkyō, das in diesem Jahr unter Berücksichtigung der Zuzüge einen Nettoverlust von fast 73.000 Einwohnern erlitt. Osaka hatte im gleichen Jahr einen Nettoverlust von fast 36.000. Allerdings befinden sich die Präfekturen mit dem größten Nettozuwachs, wie Saitama, Chiba, Ibaraki und Kanazawa in der Nähe von Tokyo, und Hyōgo, Nara und Shiga in der Nähe von Osaka und Kyōto. Dieses Muster legt daher weniger eine Dezentralisierung als einen Prozess der Suburbanisation nahe, die Menschen ziehen auf der Suche nach erschwinglichem Wohnraum aus den Großstädten weg, pendeln aber immer noch zur Arbeit und Freizeit hinein. Im neuen Jahrtausend wuchs die Bevölkerung der Präfektur Tokio wieder: 2007 betrug der Nettozuzug 94.500, die Präfekturen Tokio, Chiba, Kanagawa und Saitama verzeichneten zusammen ein Wanderungssaldo von über 150.000.
Der wirtschaftliche Erfolg Japans hat zu einem Anstieg bestimmter Formen der externen Migration geführt. 1990 reisten etwa 11 Millionen Japaner ins Ausland. Davon waren mehr als 80 % Touristen, besonders in andere Teile Asiens und nach Nordamerika. 663.100 Japaner lebten im Ausland, von denen etwa 75.000 einen dauernden ausländischen Wohnsitz hatten. Das ist mehr als das Sechsfache von 1975. Mehr als 200.000 Japaner verließen Japan im Jahre 1990 für längere Phasen des Studiums, der Forschung oder geschäftliche Verpflichtungen. Da die Regierung und die Privatunternehmen Wert auf Internationalisierung legten, wurde eine größere Zahl von Einwohnern direkt betroffen, die von Japan historisch beanspruchte Inselstellung verringerte sich. Trotz des Nutzens der Erfahrungen eines Lebens im Ausland haben Personen, die längere Zeit im Ausland gelebt haben, bei ihrer Rückkehr oft Probleme mit Diskriminierung, da andere sie nicht mehr als „vollwertige Japaner“ ansehen. In den späten 1980er Jahren wurden diese Probleme, besonders die Schikanierung von zurückgekehrten Kindern in den Schulen, ein wichtiges öffentliches Thema in Japan und japanischen Gemeinden im Ausland.

## Wichtige demografische Zahlen
Die japanische Bevölkerung beträgt 125,5 Mio. Einwohner (Schätzung 2020) in 47,1 Mio. Haushalten. 78,7 % leben in Städten (Juli 2000). Das Land hat eine hohe Bevölkerungsdichte von 337 Einwohnern/km², weist jedoch eine ungleichmäßige Verteilung der Bevölkerung auf. Auf dem bewohnbaren Land konzentrieren sich 1523 Einwohner pro km2, mehr als 50 % der Bevölkerung wohnt auf 2 % der Fläche (Juli 1993).
Hinweis: Werte für 2008, 2012 und 2020 sind aus The World Factbook
Bevölkerungswachstum:
−0,27 % (2020 geschätzt)
−0,08 % (2012 geschätzt)
−0,14 % (2008 geschätzt)
+0,02 % (2006 geschätzt)
+0,05 % (2005 geschätzt)
+0,08 % (2004 geschätzt)
+0,11 % (2003 geschätzt)
+0,18 % (2000 geschätzt)
Geburtenrate
7,30 Geburten auf 1000 Einwohner (2020 geschätzt)
8,38 Geburten auf 1000 Einwohner (2012 geschätzt)
7,87 Geburten auf 1000 Einwohner (2008 geschätzt)
9,37 Geburten auf 1000 Einwohner (2006 geschätzt)
9,47 Geburten pro 1000 Einwohner (2005 geschätzt)
9,56 Geburten pro 1000 Einwohner (2004 geschätzt)
9,61 Geburten pro 1000 Einwohner (2003 geschätzt)
9,96 Geburten pro 1000 Einwohner (2000 geschätzt)
14,9 Geburten pro 1000 Einwohner (1978)
17,7 Geburten pro 1000 Einwohner (1970er Jahre)
17,5 Geburten pro 1000 Einwohner (1960er Jahre)
20,9 Geburten pro 1000 Einwohner (1950er Jahre)
34,3 Geburten pro 1000 Einwohner (1947)
31,7 Geburten pro 1000 Einwohner (erste Hälfte der 1930er Jahre)
32,4 Geburten pro 1000 Einwohner (1930)
Sterberate
10,2 Sterbefälle auf 1000 Einwohner (2020 geschätzt)
9,15 Sterbefälle auf 1000 Einwohner (2012 geschätzt)
9,26 Sterbefälle auf 1000 Einwohner (2008 geschätzt)
9,16 Sterbefälle auf 1000 Einwohner (2006 geschätzt)
8,95 Sterbefälle pro 1000 Einwohner (2005 geschätzt)
8,75 Sterbefälle pro 1000 Einwohner (2004 geschätzt)
8,55 Sterbefälle pro 1000 Einwohner (2003 geschätzt)
8,15 Sterbefälle pro 1000 Einwohner (2000 geschätzt)
Altersstruktur (Schätzung 2012)
0–14 Jahre: 13,1 % (männlich 8.521.571; weiblich 8.076.173)
Schätzung 2005: 0–14 Jahre: 14,3 % (männlich 9.337.867; weiblich 8.876.996)
15–64 Jahre: 64 % (männlich 40.815.840; weiblich 40.128.235)
15–64 Jahre: 66,2 % (männlich 42.697.264; weiblich 42.196.835)
65 Jahre und mehr: 22,9 % (männlich 12.275.829; weiblich 16.658.016) (Schätzung 2011)
65 Jahre und mehr: 19,5 % (männlich 10.169.190; weiblich 14.054.850)
Geschlechterverhältnis (Schätzung 2012, in Klammer Werte von 2005)
bei Geburt: 1,06 Männer/Frau (2005: 1,05)
unter 15 Jahre: 1,08 Männer/Frau (2005: 1,05)
15–64 Jahre: 1,0 Männer/Frau (2005: 1,01)
65 Jahre und darüber: 0,76 Männer/Frau (2005: 0,73)
Gesamtbevölkerung: 0,94 Männer/Frau (2005: 0,96)
Kindersterblichkeit (Schätzung 2012, in Klammer Werte von 2005)
gesamt: 2,21 pro 1000 Lebendgeburten (2005: 3,26)
männlich: 2,44 pro 1000 Lebendgeburten (2005: 3,52)
weiblich: 1,97 pro 1000 Lebendgeburten (2005: 2,99)
Lebenserwartung bei Geburt (2012, Schätzung; Werte in Klammern für 2000 + 2005)
Gesamtbevölkerung: 83,91 Jahre (2005: 81,15; 2000: 80,8)
Männer: 80,57 Jahre (2005: 77,86; 2000: 77,51)
Frauen: 87,43 Jahre (2005: 84,61; 2000: 84,05)
Fruchtbarkeitsrate:
1,39 Kinder/Frau (2012, Schätzung)
1,22 Kinder/Frau (2008, Schätzung)
1,288 Kinder/Frau (2005, Schätzung)
HIV/AIDS
Ansteckungsrate bei Erwachsenen: <0,1 % (2004, Schätzung)
Betroffene Personen: 12.000 (2003, Schätzung)
Todesfälle: 500 (2003, Schätzung)
Ethnische Gruppen
99,4 % Japaner,
0,6 % andere
hauptsächlich Koreaner (40,4 % der nichtjapanischen Bevölkerung) sowie einige Chinesen.
Ainu, Ryukyuaner bilden nationale Minoritäten.
Ausländische Einwohner

Mehr als 2,5 Millionen (wegen illegaler Immigration wahrscheinlich mehr)
Wachstumsrate: 14,9 % in 5 Jahren
Koreaner: 1 Million,
Chinesen: 500.000,
Filipinos: 500.000,
Brasilianer: 250.000 (vor allem ethnische Japaner, die aus Brasilien heimkehren),
Hinzu kommen Peruaner, US-Amerikaner, Kanadier, Briten, Indonesier, Thai, Afrikaner und andere Nationalitäten.
Religion
Es existieren in Japan diesbezüglich keine zuverlässigen Statistiken, da der Zensus keine Fragen zur Religion enthält. Siehe dazu Religion in Japan.
Netto-Migrationsrate
nicht verfügbar (2008, Schätzung)

0 Migranten/1000 Einwohner (2005, Schätzung)
Sprache
Japanische Sprache
Alphabetismus
(Personen über 15 Jahre, die lesen und schreiben können, 2002 geschätzt)
Gesamtbevölkerung, beide Geschlechter: 99 %

## Film
- Liebe und Sex in Japan – Flucht vor der Einsamkeit in der ARD-Mediathek. Video (43 Min.), abrufbar bis 31. Juli 2026, ZDFinfo-Doku 2020, Erstausstrahlung am 28. September 2020 auf ZDF-Fernsehen.[20]